# Pachacútec Yupanqui
Pachacútec Yupanqui, též Pachacuti Yupanqui (kečuánsky Pachakutiq Yupanki), jako princ původním jménem Cusi Yupanqui, podle legend devátý vládce jihoamerické incké říše, byl první historicky doložený panovník této říše, který vládl v letech 1438–1471 (případně 1472). Položil základy k její územní expanzi, v níž pokračoval jeho syn Túpac Yupanqui.
Uskutečnil správní reformy, zavedl kečuánštinu jako jediný úřední jazyk říše. Do jeho doby spadá rozsáhlá přestavba hlavního města Cuzka (např. přestavba ústředního slunečního chrámu Coricancha). Vystavěl též pevnost Sacsayhuamán a patrně též i královský velkostatek a kultovní centrum Machu Picchu. Pozvedl kult Boha-stvořitele Viracochy. Jeho reformátorskou činnost odráží i jeho jméno Pachakutiq, jež znamená Reformátor světa.
Život na dvoře Pachacutiho přibližuje nejznámější incké drama Apu Ollantay.